# 矢野英一
矢野 英一（やの えいいち、1970年2月24日 - ）は、日本中央競馬会（JRA）・美浦トレーニングセンターに所属している調教師である。父は元騎手・元調教師の矢野照正。

## 来歴
父、照正は美浦トレーニングセンター所属の元騎手・元調教師。中学生のときに、父が厩舎を開業し、そこから自然に「この世界に入ろうかな」という気になり、調教師になることを決めた。
高校卒業後はアメリカに留学し、アリゾナ大学競馬学科に留学する。
1997年にJRAの厩務員になり、美浦の阿部新生厩舎で厩務員、父の厩舎で調教助手を務めた。
その傍ら調教師試験を受け、2008年に9回目の試験で合格。調教師免許を取得した。翌2009年に中野隆良厩舎、田子冬樹厩舎の馬を中心に引き継いで厩舎を開業した。
2009年3月1日中山第5レースをレオタイムリーで初出走（10着）。5月2日東京第5レースをアンシャンレジームで制し、初勝利を挙げる。
2013年キーンランドカップをフォーエバーマークが優勝。重賞初制覇を飾る。
2014年6月15日東京第2レースをオニノシタブルで制し、JRA通算100勝を達成した。
2019年9月30日函館第7レースをクールティアラで制し、JRA通算200勝を達成した。

## 調教成績
|            | 日付           | 競馬場・開催  | 競走名        | 馬名               | 頭数 | 人気 | 着順 |
| ---------- | -------------- | ------------- | ------------- | ------------------ | ---- | ---- | ---- |
| 初出走     | 2009年3月1日   | 2回中山2日5R  | 3歳未勝利     | レオタイムリー     | 16頭 | 8    | 10着 |
| 初勝利     | 2009年5月2日   | 2回東京3日5R  | 3歳未勝利     | アンシャンレジーム | 10頭 | 5    | 1着  |
| 重賞初出走 | 2009年6月14日  | 3回中京8日10R | CBC賞         | フジサイレンス     | 17頭 | 17   | 13着 |
| 重賞初勝利 | 2013年8月25日  | 4回函館4日11R | キーンランドC | フォーエバーマーク | 16頭 | 4    | 1着  |
| GI初出走   | 2010年12月12日 | 5回阪神4日11R | 阪神JF        | フォーエバーマーク | 18頭 | 10   | 8着  |

### 主な管理馬
- フォーエバーマーク（2013年キーンランドカップ）
- シュンドルボン（2016年中山牝馬ステークス）
- プリンシアコメータ（2017年クイーン賞、2018年レディスプレリュード、2019年エンプレス杯、2020年ブリーダーズゴールドカップ）
- ジェネラーレウーノ（2018年京成杯、セントライト記念）